# Печка-Баня
Печка-Баня (серб. Пећка Бања алб. Banja e Pejës) — селище в муніципалітеті Істок на заході Метохії. Фактично контролюється владою частково визнаної Республіки Косово. Є бальнеологічним курортом.

## Географія

### Розташування
Селище Печка-Баня розташоване в Західній Метохії, у муніципалітеті Істок. Воно межує з громадою Вело на півночі, з громадою Добруш на південному сході і з муніципалітетом міста Печ на південному заході. Селище знаходиться приблизно в 80 км від Пріштіни і в 12 км від міста Печ. Неподалік протікають річки Білий Дрин і Піч-Бистриця. Печка-Баня розташована на висоті 520 м над рівнем моря.

### Клімат
Клімат селища Печка-Баня характеризується як помірно континентальний. Зими короткі і порівняно прохолодні з великою кількістю опадів, а літо спекотне, тривале і досить вологе.

## Історія
Місцевими термальними джерелами користувалися ще іллірійці. Про це свідчать виявлені тут археологічні артефакти. Крім того, були також виявлені лазні та водопровідні труби, побудовані іллірійцями. У головного джерела знаходяться природні кам'яні басейни, які використовувалися стародавніми іллірійцями.

### Археологія
Історія археологічних відкриттів в селищі Печка-Баня почалася в 1974 році, коли при будівництві готелю було знайдено кілька артефактів. Серед них — типовий шолом іллірійської армії. У тому ж році були зроблені нові археологічні розкопки, у результаті яких було знайдено два поховання знатної пари які сьогодні називають «королівською могилою». Могила прямокутна в плані, покрита камінням, ймовірно, добутими поблизу. Одне з поховань містило такі предмети як голки в формі «омега», кільця і ювелірні вироби з бронзи і срібла, що призвело до припущення, що це була могила жінки. Інша могила, яка належала чоловікові, містила зброю, пластини зі срібла і бронзи і перстень. Ці археологічні знахідки належать до пізньої залізної доби, періоду між 6 або 4 століттями до нашої ери.

## Економіка
Близько 16 % доходів населення припадає на державний сектор, 25 % — на приватний сектор, 22 % — на пенсійні фонди, 5 % — на соціальну допомогу, 3 % — на сільське господарство і 1 % — на здачу в оренду своєї нерухомості. Близько 28 % населення живе за рахунок переказів грошових коштів від родичів, що живуть за кордоном. З зайнятого населення близько 35 % працюють у селищі Печка-Баня, 15 % — в Істоці та 17 % їздять в Печ аби продати товар. 6 % населення селища Піч-Баня працюють в Приштині, 4 % працюють в різних частинах муніципалітету Істок, 1 % — в інших містах, і 22 % працюють за кордоном.
За словами директора департаменту економічного розвитку муніципалітету Істок, у селищі Печка-Баня є 192 економічних суб'єкта.

## Демографія
| рік       | 1 948 | +1953 | тисячу дев'ятсот шістьдесят-один | тисяча дев'ятсот сімдесят один | 1981 | тисячу дев'ятсот дев'яносто один | 2011 |
| --------- | ----- | ----- | -------------------------------- | ------------------------------ | ---- | -------------------------------- | ---- |
| населення | 158   | 139   | 243                              | 374                            | 1168 | 2126                             | 1360 |

## Туризм

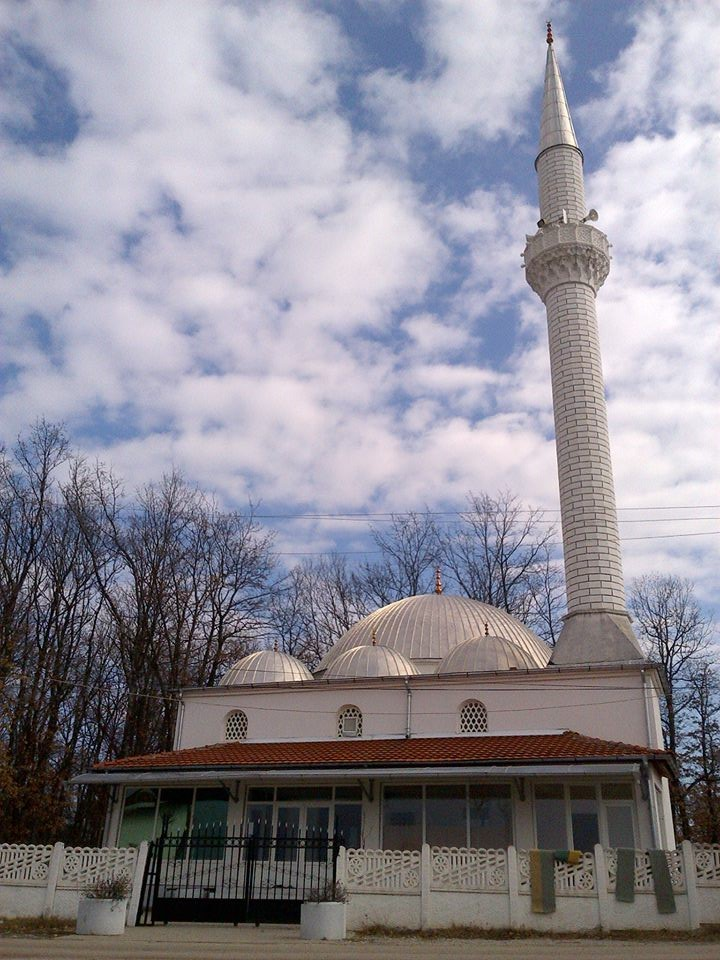
мечеть

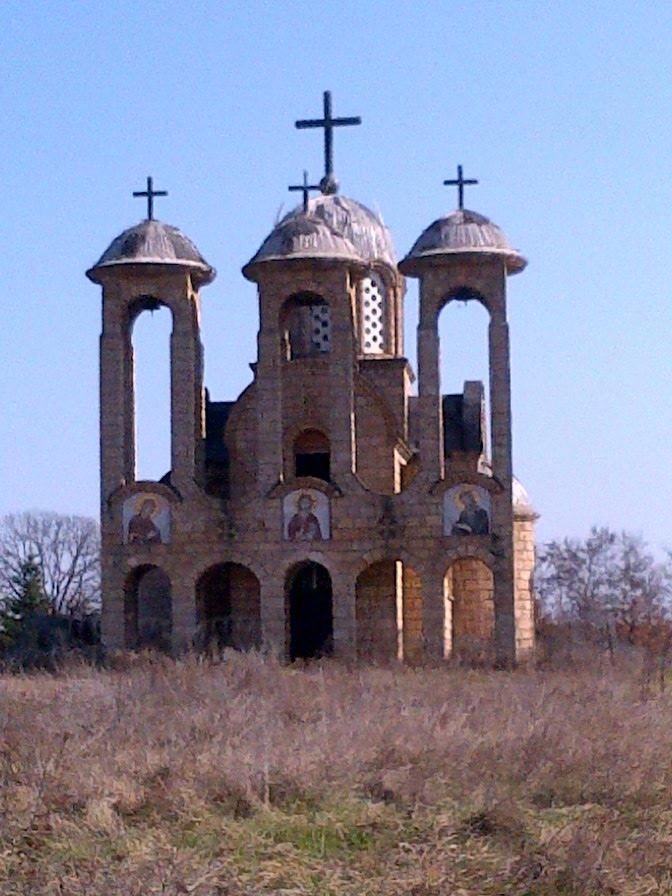
Сербська православна церква Зачаття св. Іоанна Предтечі

Економіка селища Печка-Баня багато в чому орієнтована на оздоровчий туризм.
Починаючи з іллірійсько-дарданійськіх часів, туризм на цьому курорті був досить розвиненим, оскільки багато людей приходили тоді з різних місць щоб скористатися термальними джерелами для лікування різних захворювань. І в наші дні ці джерела використовуються для тих же цілей. З туристичних об'єктів в селищі також є мечеть, церква і лісопарк. Мечеть розташована в кінці головної вулиці (в центрі селища). Лісопарк розташований на захід від центру, там є невеликий кам'яний будиночок з термальним джерелом.
У селищі також є православна церква Зачаття святого Іоанна Предтечі, побудована в 1998 році на кошти родини Раєвич. У 1999 році, після приходу італійського контингенту, храм був розгромлений і підпалений косовськими албанцями.

### Термальні джерела
У селищі Печка-Баня безліч термомінеральних джерел з температурою води від 23 до 48 ° C.
Останній хімічний аналіз мінеральних вод дав наступні результати:
1. Мінеральні води містять вуглеводневі, натрієві, кальцієві і магнієві групи (HCO3-Na-Ca-Mg)
2. Мінералізація становить 2,04 г / л, рН — 6,8.

| елемент            | Зміст (г / л) |
| ------------------ | ------------- |
| Натрій (Na)        | 0,0429        |
| Кальцій (Са)       | 0,2748        |
| Калій (K)          | 0,0099        |
| Магній (Mg)        | 0,1200        |
| Бікарбонат (HCO 3) | 1,5329        |
| Сульфат (SO 4)     | 0,0060        |
| Хлор (Cl)          | 0,0174        |
| Температура води   | 47,5 ° С      |

| елемент                   | Зміст (мг / л) | елемент        | Зміст (мг / л) |
| ------------------------- | -------------- | -------------- | -------------- |
| Триоксид вуглецю (CO 3)   | 0              | Стронцій (Sr)  | 1,20           |
| Бікарбонат (HCO 3)        | 1420,0         | Барій (Ba)     | 0,12           |
| Хлор (Cl)                 | 52,0           | Літій (Li)     | 0.10           |
| Сульфати (SO 4)           | 10,0           | Рубідій (Rb)   | 0,040          |
| Фтор (F)                  | 0,6            | Миш'як (As)    | 0,025          |
| Бром (Br)                 | 0,15           | Свинець (Pb)   | 0.020          |
| Йод (I)                   | 0,07           | Марганець (Mn) | 0,020          |
| Гідрофосфат (HPO 4)       | 0,10           | Нікель (Ni)    | 0,010          |
| Гідроарсенат (HAsO 4)     | 0,05           | Мідь (Cu)      | 0,010          |
| Натрій (Na)               | 252,0          | Цинк (Zn)      | 0,009          |
| Калій (K)                 | 5,0            | Цезій (Cs)     | 0,008          |
| Кальцій (Ca)              | 145,0          | Хром (Cr)      | 0,007          |
| Магній (Mg)               | 86,0           | Кобальт (Co)   | 0,005          |
| Амоній (NH 4)             | 0,3            | Титан (Ti)     | 0,005          |
| Оксид заліза (Fe 2 O 3)   | 1,20           | Молібден (Mo)  | 0,003          |
| Оксид алюмінію (Al 2 O 3) | 4,48           | Кадмій (Cd)    | 0,0006         |
| Метаборна кислота (HBO 2) | 3,0            | Срібло (Ag)    | 0,0003         |
| Діоксид кремнію (SiO 2)   | 60,0           | Миш'як (As)    | 0,0002         |

Відповідно до проведених досліджень, термальні води селища Печка-Баня мають лікувальний ефект. Води можуть бути використані для лікування наступних хвороб:
- ревматичні хвороби
- виразки
- нервові розлади
- Травми м'язів і кісток
- рани
- гінекологічні захворювання
- шкірні захворювання

## Інфраструктура
Хоча Печка-Баня — це невелике селище, воно володіє добре розвиненою інфраструктурою. Є каналізація, водопостачання, поштові відділення, дитячі садки, початкові школи, медпункт, бібліотека, магазини, ресторани, парки, готелі тощо.